# Santovenia (Zamora)
Santovenia es un municipio y localidad española de la provincia de Zamora, en la comunidad autónoma de Castilla y León.
Se encuentra situado en plena Vía de la Plata y asentada sobre una ladera que cae sobre el valle del Esla, posición que permite observar desde allí un bello paisaje. Entre su caserío destaca su iglesia parroquial, dedicada a Nuestra Señora del Tobar. También con el agua como protagonista destaca su fuente de tres caños, en tiempos utilizado para abrevar al abundante ganado mular existente, especialmente en las décadas de los años cuarenta y cincuenta del siglo XX. En los entornos se localizan restos de distintos tiempos: prehistóricos, romanos, visigóticos o medievales.

## Toponimia
Con el nombre de Santovenia existen en España un total de cinco pueblos, todos ellos de Castilla y León. Respecto al origen de estos topónimos, los filólogos remiten, como regla general, a la vinculación de la localidad con Santa Eugenia, bien amparándose en la existencia en dichas localidades de una iglesia o ermita bajo la advocación de la citada Santa, bien por ser ésta la patrona de la localidad.
Esta regla general, sin embargo, podría suscitar alguna duda con respecto a la Santovenia zamorana, ya que su iglesia no está bajo la advocación de Santa Eugenia, sino de Nuestra Señora del Tobar que, a su vez, es la patrona del municipio. La evidencia más sólida para justificar esta etimología, se basa en la existencia en su término del paraje de Santa Eugenia. Dicho pago, situado en su extrarradio y en dirección a Bretó, debe su denominación a que hasta en torno a 1700 contó con una ermita dedicada a la citada Santa. Sin embargo, y como objeción a esta propuesta, se alega que la ermita de Santa Eugenia perteneció históricamente al desaparecido municipio de San Hilario, del que la ermita era parroquia, existiendo documentos que prueban que Santovenia ya existía con anterioridad y coetáneamente al vecino pueblo de San Hilario. Las citas más antiguas de Santovenia, ya del siglo XII, muestran claramente el origen en Sancta Eugenia. Las citas de San Hilario son muy posteriores. Que exista un topónimo Santa Eugenia en el término municipal es apoyo más que suficiente, dada la frecuente mutación en los patronazgos municipales.
El documento más antiguo que se menciona a Santovenia corresponde a la concesión del fuero a Benavente y su alfoz en 1167. En este documento, Santovenia aparece, junto con los despoblados de San Hilario y Valle, formando parte de la Merindad de Allende el Río que era una de las seis merindades que formaban el alfoz de Benavente con fecha 10 de marzo de 1167. Los términos de los lugares despoblados de San Hilario y Valle, hoy día están integrados en el término de Santovenia. 
San Hilario estaba situado a la salida de Santovenia en dirección a Bretó, en el pago de Santa Eugenia cuya ermita se supone era la iglesia. San Hilario tuvo que desaparecer antes de 1400.
El término de Valle era lo que hoy día raya con los términos de San Agustín y Villafáfila, el pueblo estaba situado en el pago de la Torre de Valle. El patrón de la iglesia era San Salvador. Valle se despobló y se aforo a Santovenia en 1665. En este primer documento de 1167, Santa Ovenia y Santa Eugenia ya eran dos cosas distintas. Santa Ovenia el Santovenia actual y su patrona Ntra. Sra. De Altovar y Santa Eugenia era la patrona de la iglesia de San Hilario.
No ofrecen mayor problema las formas del topónimo Santovenia recogidas como Santa Ovenia, en varios documentos que mencionan la localidad como Santa Uenia (1278), Santo Venia (1368) o Santa Ovenia, esta última recogida de la relación de iglesias del arciprestazgo de Villafáfila de 1587. En efecto, la inexistente santa Ovenia / Venia muestra que se trata de segmentaciones forzadas sobre el mismo topónimo actual. Finalmente, la evolución fonética es convincente, con la inserción de una -v- antihiática. Parece por lo tanto infundada en este caso la inserción de Santovenia entre los derivados de una iglesia dedicada a Sancta Euphemia.

## Geografía
Integrado en la comarca de Benavente y los Valles, se sitúa a 46 kilómetros de Zamora. El término municipal está atravesado por la Autovía Ruta de la Plata (A-66) y por la carretera nacional N-630, entre los pK 231 y 238, además de por la carretera provincial ZA-100, que se dirige hacia Bretó. 
El relieve del municipio es predominantemente llano, con algunos cerros aislados, propio de la Meseta Norte. Por el territorio discurre algún arroyo tributario del Esla. La altitud oscila entre los 771 metros al suroeste (cerro Cabo) y los 690 metros a orillas de un arroyo al noroeste. El pueblo se alza a 705 metros sobre el nivel del mar. 
| Noroeste: Milles de la Polvorosa | Norte: Villaveza del Agua | Nordeste: Villaveza del Agua |
| Oeste: Bretó                     |                           | Este: Villafáfila            |
| Suroeste: Bretó                  | Sur: Granja de Moreruela  | Sureste: Villarrín de Campos |

## Historia
En la Vía de la Plata en la que se asienta se han encontrado abundantes restos romanos, y en torno a la misma se asentaron gentes en diversos lugares que después quedaron despoblados. Así pasó con San Salvador del Valle, hacia tierras de Villafáfila, cuyo templo localiza la toponimia (Torre del Valle) y también su necrópolis (“Los Tesoros”), donde aparecen huesos y objetos. Otros cercanos pagos (“Calleja de San Antón”) parecen sugerir la existencia de otro templo. Dos lugares separados y, en medio, una venta frente a la iglesia parroquial, en cuyos alrededores creció la actual Santovenia, probablemente al abrigo del camino y la trashumancia.
Santovenia figura entre los límites atribuidos a la fundación del monasterio de Moreruela por Alfonso VII de León (1143). También aparece en el fuero concedido a Benavente por el rey Fernando II de León (1167), en el que menciona a Santovenia junto con San Hilario y Valle (actualmente despoblados cuyo territorio se integra en el término de Santovenia), formando parte de la Merindad de Allende el Río, que era una de las seis merindades que formaban el alfoz de Benavente.
Ya en la Edad Moderna, la localidad se llegó a denominar «Santovenia del Conde», por pertenecer a los Condes de Benavente. Al crearse las actuales provincias en la división provincial de 1833, Santovenia quedó encuadrado en la provincia de Zamora, dentro de la Región Leonesa, la cual, como todas las regiones españolas de la época, carecía de competencias administrativas. Tras la constitución de 1978, este municipio pasó a formar parte en 1983 de la comunidad autónoma de Castilla y León, en tanto que pertenecían a la provincia de Zamora.

## Geografía humana

### Demografía
Cuenta con una población de 227 habitantes (INE 2024).
| Gráfica de evolución demográfica de Santovenia entre 1842 y 2021                                                                                                  |
| |
| Población de derecho según los censos de población del INE Población de hecho según los censos de población del INEEn este censo se denominaba Santo Venia: 1842. |

## Símbolos
Escudo
El escudo heráldico municipal fue aprobado el 14 de abril de 1999 y publicado en el Boletín Oficial de Castilla y León el 1 de junio del mismo año. Su descripción la siguiente:

De plata fileteada de azur cargada de una venera de gules, acompañada en jefe de haz de tres espigas de sinople y en punta de oso empinada de sable. Al timbre Corona Real cerrada.

Bandera
La bandera fue aprobada y publicada al mismo tiempo que el escudo y presenta la siguiente descripción:

Bandera rectangular, de proporciones 2.3, formada por un paño blanco con franja diagonal blanca fileteada de azul con una concha de peregrino roja, del ángulo superior del asta al inferior del batiente, acompañada en el ángulo del batiente de un haz de tres espigas verdes y en el ángulo del asta de un oso empinado negro.

## Cultura

### Patrimonio
Destaca la iglesia de Nuestra Señora del Tobar, realizada en diferentes épocas, con sillares de piedra, cúpula de media naranja y rosetones. También es destacable su fuente abrevadero de tres caños.
Charil

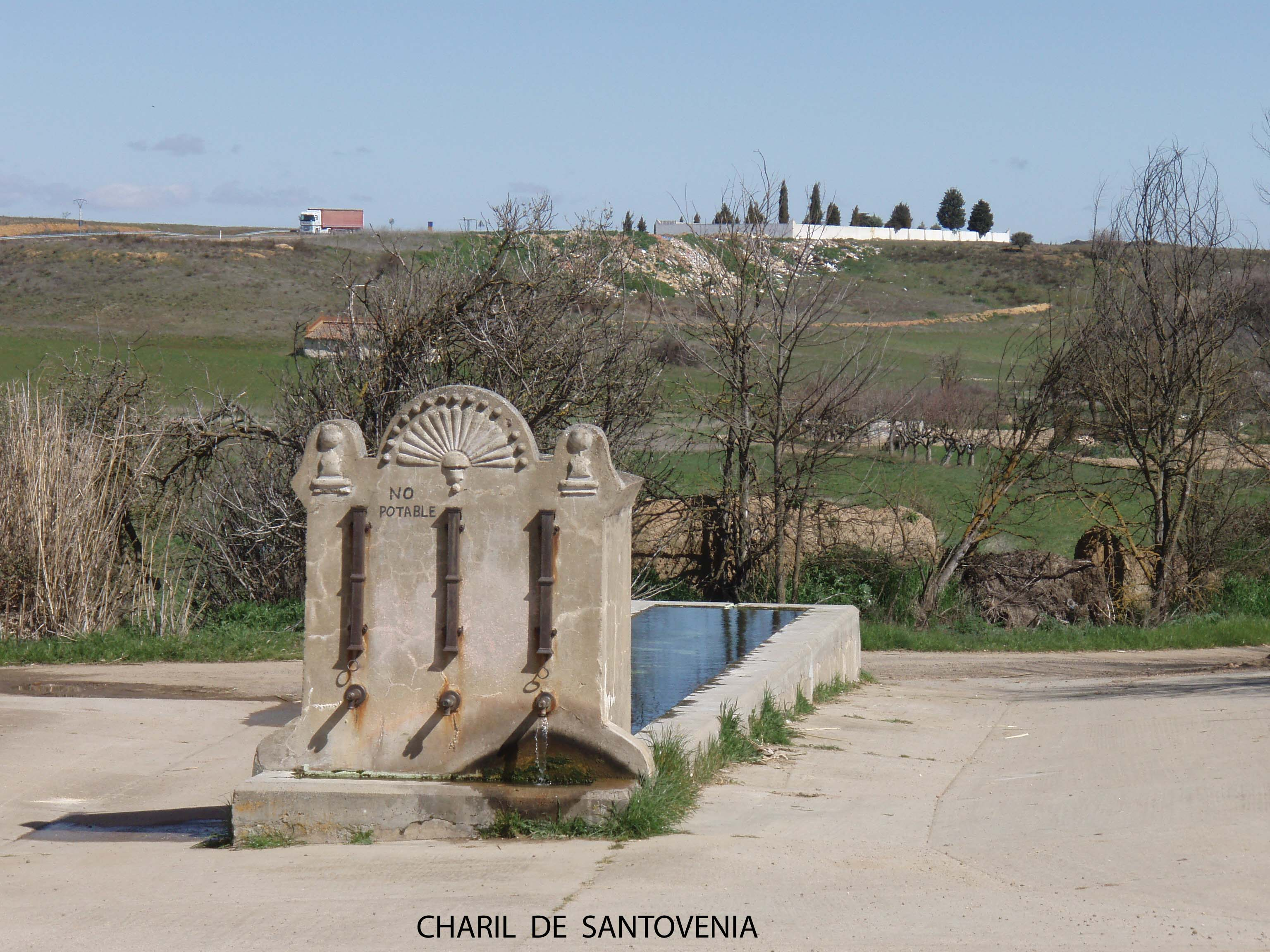
Charil de Santovenia

En Santovenia hay una fuente con caños y una pila o pilón para beber agua el ganado que siempre ha sido llamada Charil.
Su agua procede del manantial existente 100 m más arriba, al lado de la N-630 donde estaba la antigua fuente  vieja, pero con la modificación de la carretera se derribó la caseta de la fuente y quedó oculto el manantial. Es de suponer que este manantial tenga un antiguo pasado, anterior incluso a la llegada de los romanos y su Vía de la Plata.
En la comarca salmantina de El Rebollar se recoge la existencia de fuentes con la denominación charail.

### Fiestas
El Corazón de Jesús, el domingo siguiente al Corpus Christi, y la fiesta de Nuestra Señora del Tobar, el primer domingo después del 8 de septiembre.